# Laholms stad
Denna artikel handlar om den tidigare kommunen Laholms stad. För orten se Laholm, för dagens kommun, se Laholms kommun.
Laholms stad var en stad och kommun i Hallands län.

## Administrativ historik
Laholm har stadsprivilegier från 1200-talet.
Staden blev en egen kommun, enligt Förordning om kommunalstyrelse i stad (SFS 1862:14) från och med den 1 januari 1863, då Sveriges kommunsystem infördes. 1971 gick staden upp i den då nybildade Laholms kommun.
I kyrkligt hänseende hörde staden till Laholms stadsförsamling.

### Sockenkod
För registrerade fornfynd med mera så återfinns staden inom ett område definierat av sockenkod 1474 som motsvarar den omfattning staden hade kring 1950.

## Stadsvapnet
Blasonering: I blått fält tre bjälkvis över varandra ställda laxar av silver med röd beväring, därest sådan skall komma till användning.
Vapnet fastställdes 1940. Fiskarna kommer från stadens medeltida sigill. När vapnet fastställas definierades de som laxar. Efter kommunbildningen registrerades vapnet för Laholms kommun i Patent- och registreringsverket år 1974. 

## Geografi
Laholms stad omfattade den 1 januari 1952 en areal av 11,29 km², varav 10,91 km² land.

### Tätorter i staden 1960
I Laholms stad fanns tätorten Laholm, som hade 3 220 invånare den 1 november 1960. Tätortsgraden i staden var då 91,5 procent.

## Politik

### Mandatfördelning i valen 1919-1966
| 6 | 4 | 10 |

| 19 |

| 6 | 3 | 3 | 8 |

| 20 |

| 6 | 1 | 3 | 4 | 6 |

| 19 |

| 7 | 3 | 2 | 8 |

| 20 |

| 6 | 4 | 3 | 7 |

| 19 |

| 7 | 3 | 2 | 8 |

| 19 |

| 9 | 1 | 4 | 1 | 5 |

| 20 |

| 9 | 4 | 2 | 5 |

| 20 |

| 9 | 3 | 5 | 3 |

| 19 |

| 10 | 3 | 4 | 3 |

| 20 |

| 9 | 3 | 4 | 4 |

| 19 |

| 8 | 4 | 3 | 5 |

| 17 | 3 |

| 9 | 4 | 3 | 4 |

| 16 | 4 |

| 8 | 4 | 4 | 4 |

| 16 | 4 |

## Rådhusrätten
Staden hade egen jurisdiktion med rådhusrätt och magistrat, som lydde under Göta hovrätt. Rådhusrätten upphörde 1 januari 1948, enligt beslut den 13 juni 1947. Den siste borgmästaren var Axel Malmquist. Därefter ingick Laholm stad i Hallands södra domsagas tingslag.

## Befolkningsutveckling
| Befolkningsutvecklingen i Laholms stad 1810–1990                                                        | Befolkningsutvecklingen i Laholms stad 1810–1990 | Befolkningsutvecklingen i Laholms stad 1810–1990 | Befolkningsutvecklingen i Laholms stad 1810–1990 | Befolkningsutvecklingen i Laholms stad 1810–1990 |
| --- | ------------------------------------------------ | ------------------------------------------------ | ------------------------------------------------ | ------------------------------------------------ |
| |                                                  |                                                  |                                                  |                                                  |
| År |                                                  |                                                  | Folkmängd                                        |                                                  |
| 1810 | 1810                                             |                                                  | 864                                              |                                                  |
| 1820 | 1820                                             |                                                  | 854                                              |                                                  |
| 1830 | 1830                                             |                                                  | 916                                              |                                                  |
| 1840 | 1840                                             |                                                  | 993                                              |                                                  |
| 1850 | 1850                                             |                                                  | 1 102                                            |                                                  |
| 1860 | 1860                                             |                                                  | 1 251                                            |                                                  |
| 1870 | 1870                                             |                                                  | 1 382                                            |                                                  |
| 1880 | 1880                                             |                                                  | 1 496                                            |                                                  |
| 1890 | 1890                                             |                                                  | 1 591                                            |                                                  |
| 1900 | 1900                                             |                                                  | 1 841                                            |                                                  |
| 1910 | 1910                                             |                                                  | 1 932                                            |                                                  |
| 1920 | 1920                                             |                                                  | 2 179                                            |                                                  |
| 1930 | 1930                                             |                                                  | 2 686                                            |                                                  |
| 1940 | 1940                                             |                                                  | 2 641                                            |                                                  |
| 1950 | 1950                                             |                                                  | 3 048                                            |                                                  |
| 1960 | 1960                                             |                                                  | 3 533                                            |                                                  |
| 1970 | 1970                                             |                                                  | 3 919                                            |                                                  |
| 1980 | 1980                                             |                                                  | 7 683                                            |                                                  |
| 1990 | 1990                                             |                                                  | 8 654                                            |                                                  |
| Anm: Källor: Umeå universitet - Tabellverket 1749-1859, Demografiska databasen, CEDAR, Umeå universitet |                                                  |                                                  |                                                  |                                                  |